# Itacajá
Itacajá é um município brasileiro do estado do Tocantins.

## História
Tem-se notícia do povoado desde antes de 1900, quando um grande comerciante de gado, capitão Agostinho Soares Correia, era proprietário de grandes porções de terras e fazendas da região. Há relatos de que, em duas de suas grandes fazendas, nasciam 12 000 bezerros ao ano.
Diante de tanta riqueza, aquele pequeno povoado foi crescendo e tornando-se notório na região.
Outro fato marcante na região foi a fuga dos índios que estavam sendo caçados na região sul do Maranhão, que foram "acolhidos" pelo capitão Agostinho, que inicialmente se instalaram próximo ao rio Tocantins, onde hoje é o município de Pedro Afonso, e posteriormente se instalaram no município de Itacajá.
Em março de 1926, a Coluna Prestes passou pelo município, atravessando o rio Manuel Alves Pequeno.
A fundação oficial de Itacajá deveu-se aos esforços do missionário batista, pastor Francisco Colares, que ali se radicara em 1938 para evangelizar os índios Kraôs. Tendo, porém, em vista as necessidades dos sertanejos, fundou uma escola e um orfanato. "A cidade começou com um orfanato fundado pelo pastor Francisco Colares e sua mulher Beatriz em 10 de abril de 1942."
Inicialmente, era conhecido como Porto do Vau, devido ao vau que se formava no verão onde hoje está construída a ponte e porto. Logo acima, era o porto. Criado pela lei estadual de número 891 de 12 de novembro de 1953, Itacajá foi fundada e tornou-se um grande município.
O rio Manoel Alves Pequeno, que banha o município, se encontra catalogado no Atlas do Brasil Império, solicitado por Dom Pedro II, publicado em 1868, mas suponha-se que o  levantamento do rio foi feito por volta de 1745, quando eram definidas as fronteiras da província de "Goyas", com a província do Maranhão, no rio Manoel Alves Grande.

## Geografia
Localiza-se a uma latitude 08º23'30" sul e a uma longitude 47º46'04" oeste, estando a uma altitude de 196 metros. Itacajá possui clima tropical, com temperatura média entre 30° e 35° graus.
Sua principal fonte de renda é a pecuária. Em regime de plantation, são cultivadas diversas variedades de milho, arroz, feijão, mandioca etc.  Além do comércio varejista, a cidade dispõe de serrarias, olarias, usina para beneficiamento de arroz etc.
Hoje, a região atrai turistas do Brasil inteiro para o evento anual da descida do Rio Manoel Alves Pequeno, conhecido como Rally das Águas.